# Hypenodes crimeana
Hypenodes crimeana — вид лускокрилих комах з родини еребід (Erebidae).

## Поширення
Ендемік Криму (Україна). Типові зразки зібрані поблизу Алушти.